# Léonce Roudet
Pour les articles homonymes, voir Roudet.
Léonce Roudet (Lyon, 4 juin 1861 - 1935)  est un phonéticien français.

## Ouvrages
- « Méthode expérimentale pour l'étude de l'accent », La Parole 9 (1899), 321-344.
- « De la dépense d'air dans la parole et de ses conséquences phonétiques », La Parole 10 (1900), 201–230.
- « Recherches sur le rôle de la pression sous-glottique dans la parole », La Parole 10 (1900), 599-612.
- « Étude acoustique, musicale et phonétique sur trois chapitres de Vitruve : la voix, la gamme grecque et l'emploi des résonateurs dans les théâtres », La Parole 11 (1901), 65-84.
- « La désaccentuation et le déplacement d'accent dans le français moderne », Revue de philologie française et de littérature 21 (1907), 297-314.
- « Remarques sur la phonétique des mots français d'emprunt », Revue de philologie française et de littérature 22(1908), 241-267.
- Éléments de phonétique générale, Paris, Welter, 1910.
- « À propos de l'accent d'insistance en français », Bulletin de la Société de linguistique de Paris 26 (1925), 104-108.
- « Morphèmes et sémantèmes », Bulletin de la Société de linguistique de Paris 28 (1928), 68-79.